# 反國家團體
反國家團體（：／）是指根據大韓民國的國家保安法第二條：「組織與指揮旨在變亂國家與政府的國内外結社」所定義的團體。

## 反國家團體一覽
- 朝鮮勞動黨：1948年建國以來，大韓民國一直主張其為朝鮮半島唯一正統合法政府，認為三八線以北受高度武装集團朝鮮勞動黨支配。
- 在日韓國民主統一聯合會：以韓國民主化與朝鮮半島統一為目標的日本朝鮮族團體，1978年指定（當時韓國仍受軍政府統治）[1]。

## 罰則
- 從事黨魁人士：死刑、無期徒刑（從事預備行為則2年以上有期徒刑）。
- 從事黨員和幹部：死刑、無期徒刑或5年以上有期徒刑（從事預備行為則2年以上有期徒刑）。
- 指示以外從事者：2年以上有期徒刑（從事預備行為則10年以上有期徒刑）。
- 勸誘加入反國家團體：2年以上有期徒刑。